# Show Me Your Love (bài hát của TVXQ và Super Junior)
Show Me Your Love là đĩa đơn duy nhất của TVXQ và Super Junior, phát hành vào 15 tháng 12 năm 2005. Đĩa đơn đặc biệt này đã xếp hạng nhất trên bảng xếp hạng MIAK K-pop và bán được 49.945 bản vào cuối năm.
Ca khúc do Kenzie sáng tác phần lời bài hát, ngoài ra cô còn thực hiện phần sản xuất kiêm phối khí cho ca khúc nói trên. Những lời rap cho "Show Me Your Love" do Yoochun, Heechul, Shindong và Eunhyuk thực hiện.

## Video âm nhạc
MV bắt đầu với cảnh TVXQ và Super Junior cùng chụp ảnh cho mùa đông. Super Junior trở nên kiệt sức và họ lui binh vào chỗ ngồi của mình. TVXQ sẽ trả về tinh thần của họ bằng cách bắt đầu bài hát, nói rằng TVXQ hiện nay mới có một gia đình, Super Junior. Hai nhóm hát cùng nhau dưới tuyết, trong nhà nguyện, trên tàu, và những nơi khác tương tự như được bao quanh bởi tinh thần Giáng sinh.

## Danh sách ca khúc
1. "Show Me Your Love" - TVXQ, Super Junior — 4:07
2. "I Wanna Hold You" - TVXQ — 4:16
3. "오늘만은 (I'm Your Man)" ["Just For Today (I'm Your Man)"] - Super Junior — 3:46
4. "Show Me Your Love" [Instrumental] — 4:04

## Xếp hạng và doanh thu

### Bảng xếp hạng tháng Hàn Quốc
| Bảng xếp hạng     | Vị trí | Doanh thu |
| ----------------- | ------ | --------- |
| Tháng 12 năm 2005 | 1      | 49.945    |
| Tháng 1 năm 2006  | 16     | 56.141    |